# Kim Myung-guk
Kim Myung-guk (* um 1600; † nach 1662) war ein koreanischer Maler zur Zeit der Joseon-Dynastie. Er war Mitglied in dem königlichen Malakademie Dohwaseo. Er zeichnete sich durch seinen von Zen beeinflussten Malstil aus.

## Galerie

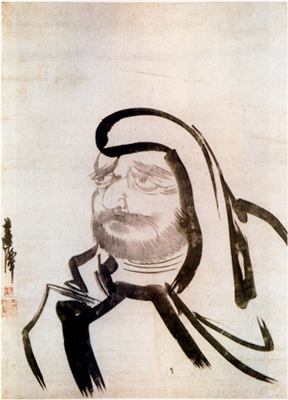
Dalmado (Bodhidharma)
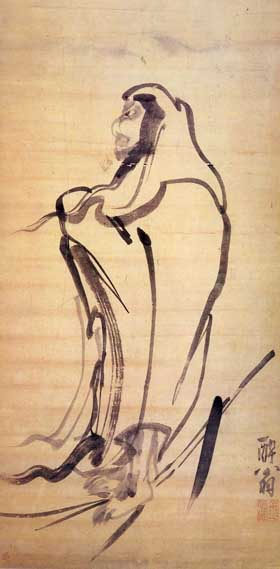
Dalma jeolro gang (달마절로도강, 達磨折蘆渡江) Bodhidharma überquert einen Fluss mit einem gebrochen Zweig
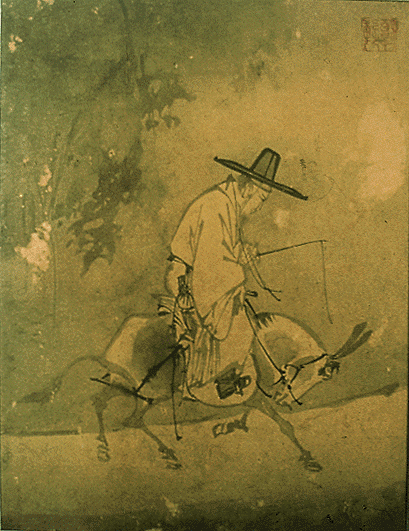
Giryeodo (기려도, 騎驢圖) Reiten auf dem Pferd, 1650